# Kommunikationsmodul
Als Kommunikationsmodul werden in der Elektrotechnik eine fertige Transceiver-Baugruppe sowie die dazugehörige Komponente zur Ansteuerung (Mikrocontroller) bezeichnet. Die Baugruppen sind hauptsächlich als Steckkarten ausgeführt, die dann auf eine Hauptplatine gesteckt werden.
Bei der Kommunikation über das Kommunikationsmodul sendet die Hauptplatine nur die zu übertragenden Daten an das Modul, das diese dann, entsprechend dem jeweiligen Kommunikationsstandard, überträgt. Das Kommunikationsmodul übernimmt somit das Sende- und Empfangsprotokoll, die Verschlüsselung und Verwaltung der Daten, sowie die Ansteuerung der entsprechenden Übertragungsphysik. Diese kann sowohl drahtgebunden als auch drahtlos sein.